# 文多波纳星
文多波纳星（231 Vindobona）是第231顆被人類發現的小行星，位于火星和木星之間的小行星帶。它是由奥地利天文学家約翰·帕利薩于1882年9月10日发现。
該小行星以奥地利维也纳的拉丁文名称命名。
| 前一小行星： 小行星230 | 小行星列表 | 後一小行星： 小行星232 |